# Trasimede
Trasimede (in greco antico: Θρασυμήδης) è un personaggio della mitologia greca ed uno dei figli di Nestore, il re di Pilo e di Anassibia o, a seconda del mito di Euridice.

## Mitologia
Partecipò alla guerra di Troia insieme al fratello Antiloco, conducendo una flotta composta da quindici navi. 
 
Nel corso dei combattimenti uccise Maride, un giovane e valoroso guerriero alleato dei Troiani e compagno di Sarpedone.
Trasimede fu poi uno degli Achei ad entrare nel cavallo di legno.
Finita la guerra tornò a Pilo col padre, di cui si presume sia divenuto l'erede dopo la morte di Antiloco a Troia per mano di Memnone.